# Carl Oglesby

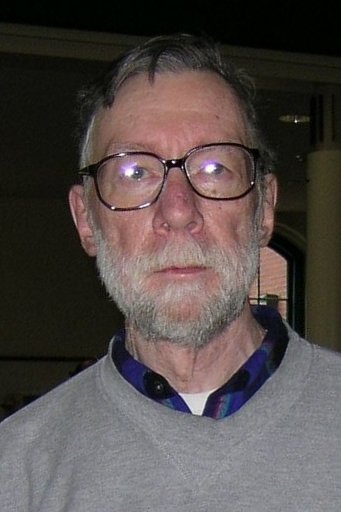
Carl Oglesby

Carl Preston Oglesby (30 de julho de 1935 - 13 de setembro de 2011) foi um escritor, acadêmico e ativista político americano. Ele foi o presidente da organização estudantil de esquerda Students for a Democratic Society (SDS) de 1965 a 1966 .
Oglesby é mais conhecido por ter sido o primeiro a usar o termo Sul global, no sentido político contemporâneo, em 1969, escrevendo para o periódico católico Commonweal em uma edição especial sobre a Guerra do Vietnã, no qual ele comenta que séculos de "domínio do Norte sobre o Sul global [...] [convergiram] para produzir uma ordem social intolerável". 

## Trabalhos

### Livros
- Containment and Change: Two Dissenting Views of American Foreign Policy, com Richard Shaull. Intrudoção by Leon Howell. New York: Macmillan (1967). OCLC 5432663. — Contém o artigo premiado de Oglesby: "Vietnam Crucible: An Essay in the Meanings of the Cold War," pp. 3–176.
- The New Left Reader. New York: Grove Press (1969). ISBN 978-8345615363. OCLC 44987.
- The Yankee and Cowboy War: Conspiracies from Dallas to Watergate. Kansas City: Sheed Andrews and McMeel (1976).
  - Texto completo. ISBN 0836206800.
  - Texto completo. ISBN 0836206886.
- Bob Vila's Guide to Buying Your Dream House, com Bob Vila. Pesquisa por Nena Groskind. Boston: Little, Brown (1990). ISBN 978-0316902915. OCLC 19775698.[4]
- Who Killed JFK? Berkeley, Calif: Odonian Press (1991). ISBN 978-1878825100. OCLC 25093879.
- The JFK Assassination: The Facts and Theories. Signet (1992). ISBN 0451174763.
- Ravens in the Storm: A Personal History of the 1960s Antiwar Movement. New York: Scribner (2008). ISBN 1416547363.

### Artigos
- "The Secret Treaty of Fort Hunt." CovertAction Information Bulletin (Fall 1990).

### Documentários
- Beyond JFK: The Question of Conspiracy (1992). Dirigido por Barbara Kopple & Danny Schechter.
- Articulate '60s Activist Looks Back To See How He Failed Making Sense of the Sixties] (January 21–23, 1991). PBS. Read excerpts.
- Rebels With a Cause (2000). Escrito e dirigido por Helen Garvey.